# بافندگی

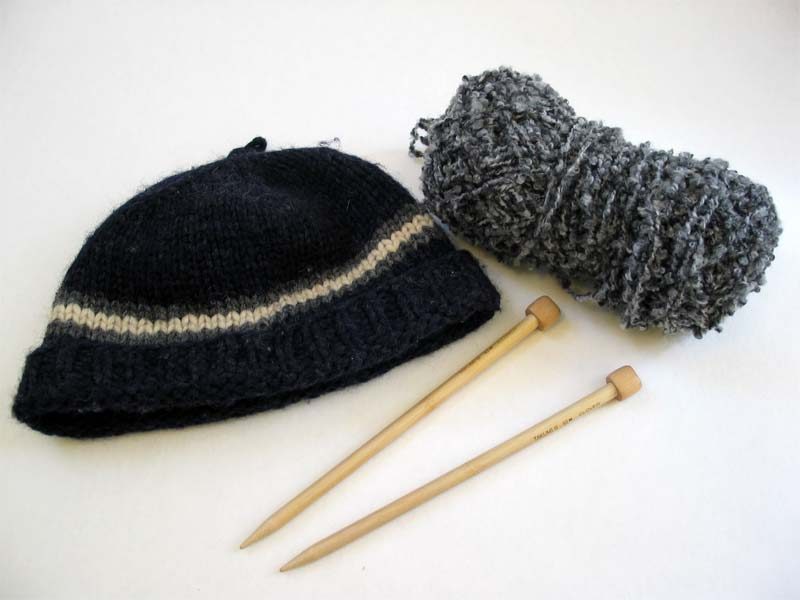
کلاه بافته شده با میل بافندگی

بافندگی یا بافتنی گونه‌ای از صنایع دستی است که با بافتن نخ و تبدیل آن به پارچه انجام می‌شود. در این گونه نخ‌ها به صورت حلقه‌هایی در هم تنیده می‌شوند. بافندگی هم از طریق دست و هم ماشینی انجام می‌شود و سبک‌ها و مدل‌های گوناگونی دارد. این تفاوت در گونه نخ‌ها و همچنین ضخامت میل بافندگی است.

## پیدایش بافندگی
انسان برای پوشاندن خود از شاخهٔ درختان، برگ‌ها و علوفه استفاده می‌کرد و با درگیر کردن آن‌ها با یکدیگر موفق به ساخت اولیهٔ ساختمان اصلی منسوجات گردید. تحول فوق ادامه یافت تا اینکه الیاف حیوانی، مانند پشم، مو، ابریشم و الیاف گیاهی مثل کنف و پنبه به‌طور وسیع مورد استفاده قرار گرفت. با پیدایش الیاف مصنوعی، پارچه‌هایی با ظرافت و ضخامت‌های متفاوت و با انعطاف‌پذیری بسیار بالا تهیه گردیده‌است.

## پیشینهٔ بافندگی در ایران
کاوش‌ها و پژوهش‌های دانشمندان و پژوهشگران نشان داده که ایرانیان از پیشتازانی بوده‌اند که به کار بافندگی پارچه پرداخته‌اند. ساکنین ایران باستان در دورهٔ دوم سنگ (یا به اصطلاح عصر حجر میانین) با فن پارچه‌بافی آشنا بوده‌اند. بهترین گواه؛ سفال‌ها، نگین‌ها و مهره‌هایی‌اند که بیش از هشت هزار سال قبل از میلاد در ژرفای خاک جا گرفته‌اند. کارلتون کن که برای ادارهٔ کل باستان‌شناسی کار می‌کرد، ضمن کاوش‌هایی در سال‌های ۱۳۲۸ تا ۱۳۲۹ (۱۹۴۹ تا ۱۹۵۰) در غاری موسوم به غار کمربند در نزدیکی دریای کاسپین، پارچه‌هایی به دست آورد که ثابت می‌کند اقوام ایرانی از آغاز غارنشینی، پشم گوسفند و بز را به‌صورت پارچه می‌بافتند. آزمایش‌هایی که با کربن ۱۴ بر روی پارچه‌ها انجام گرفت، نشان داد که قدمتشان به ۶۵۰۰ سال قبل از میلاد می‌رسد.
باستان‌شناسانی چون گیرشمن و فیلیس اکرمن تأیید می‌کنند که عمر لنگرها و دوک‌هایی که در حفاری‌ها به‌دست آمده، با نخستین آثار سکونت انسان در فلات ایران مطابقت کامل دارد. در دورهٔ تمدن شوش (۴۵۰۰ سال قبل از میلاد) فن پارچه‌بافی با توجه به ظرافت پارچه، راه کمال را طی کرد؛ تیغهٔ مسینی که با سفال‌های عهد اول در شوش به‌دست آمده و اثر املاح مس بر روی پارچه‌ای که تیغه را در آن پیچیده بودند، گواه این مدعاست. قسمت‌هایی از این قطعه پارچه در موزه لوور موجود است.
در دورهٔ مادها پارچه‌هایی بافته می‌شده‌است.
به گفتهٔ پژوهشگران و مورخان، دورهٔ ساسانی یکی از درخشان‌ترین و گویاترین دوره‌ها از نظر بافندگی بوده‌است. مسعودی در کتاب مروج‌الذهب می‌نویسد: «نیمی از شوکت و عظمت این دوره را باید در توسعهٔ صنایع از جمله صنعت بافندگی جستجو کرد.» خوشبختانه بافته‌های این دوره به‌وفور در موزه‌ها و کلیساهای غربیان حفظ شده‌است. دکتر محمد حسن زکی در کتاب صنایع ایران بعد از اسلام دربارهٔ بافته‌های این دوره می‌گوید: «در این دوره، بافندگی ایران به اوج عظمت، ترقی و رونق خود رسید.»

## آموزش رایگان بافتنی
بافتنی یک هنر دستی زیباست که می تواند به شما لذت و خلاقیت بخشیده و در ضمن، مهارت های دستی شما را بهبود بخشد. برای بهتر یادگیری بافتنی، راهکار های مختلفی وجود دارد که در ادامه به بعضی از مهمترین آنها اشاره می شود
- مطالعه منابع درست: یکی از بهترین روش های آموزش بافتنی، مطالعه کتاب های خوب و منابع آموزشی است. در این منابع، شما می توانید با روش های مختلف بافتنی آشنا شوید و مهارت های خود را بالا ببرید.

- تمرین مستمر: برای یادگیری بافتنی، نیاز به تمرین مستمر دارید. شروع با پروژه های ساده و سپس به تدریج به پروژه های پیشرفته تر بروید. با تمرین مستمر، مهارت های خود را بهبود خواهید داد و باقی مانده بهتری خواهید داشت.

- شرکت در دوره های آموزشی: شرکت در دوره های آموزش بافتنی، یکی از بهترین روش های یادگیری است. در این دوره ها، شما می توانید با مربیان حرفه ای و دیگر بافندگان آشنا شوید و از تجربیات آنها بهره ببرید.

- استفاده از فیلم های آموزشی: فیلم های آموزش بافتنی، یکی دیگر از روش های آموزشی موثری برای بافتنی هستند. شما می توانید از این فیلم ها برای یادگیری روش های مختلف بافتنی استفاده کنید و به تدریج مهارت های خود را بهبود دهید.

با توجه به اینکه بافتنی یک هنر دستی خلاقانه است، همیشه با خلاقیت و در دسترس داشتن انواع منابع، می توانید به تدریج مهارت های خود را بهبود بخشید و پروژه های جذاب و خلاقانه ای را ایجاد کنید.